# Alice et Moi
Alice et Moi, seudónimo de Alice Vannoorenberghe (París, Francia, 29 de junio de 1992), es una cantautora de electropop francesa. Debutó en el panorama musical francés en el año 2017 con su EP Filme moi, seguido de su primer álbum de estudio, Drama, publicado el 21 de mayo de 2021.

## Biografía
Nacida en París, Alice comenzó a escribir y cantar a una edad temprana alentada por su padre, un entusiasta de la música que fue miembro de un grupo punk en su adolescencia. Después de terminar la escuela secundaria, Alice asistió a clases preparatorias de literatura y humanidades y finalmente obtuvo una maestría en periodismo en el Instituto de Estudios Políticos de París, antes de comenzar su proyecto "Alice et Moi" en 2016.
El nombre "Alice et Moi" hace referencia a la dualidad de su personalidad. En una entrevista con Lemon, explica que un lado de ella es una chica insegura de sí misma, mientras que el otro lado, que según ella es el que prevalece más hoy en día, es una chica "muy entusiasta", "que no tiene miedo a nada". Además, dice que su nombre artístico les permite a sus fanáticos "compartir un vínculo" con ella y generar cierta intimidad al pronunciar su nombre.
En octubre de 2017, lanzó de forma independiente su primer EP titulado Filme Moi, seguido de Frénésie dos años más tarde, en 2019. Alice anunció el título y la lista de canciones de su primer álbum de estudio el 23 de abril de 2021. Su álbum debut, Drama, fue publicado el 21 de mayo de 2021 por Sony Music Entertainment France.

## Discografía

### EPs
| Título    | Detalles del Álbum                                                                                           |
| --------- | --- |
| Filme Moi | - Publicación: 27 de octubre de 2017 - Discográfica: L'œil dans la paume - Formatos: CD, descarga digital    |
| Frénésie  | - Publicación: 22 de septiembre de 2019 - Discográfica: L'œil dans la paume - Formatos: CD, descarga digital |

### Álbumes
| Título | Detalles del Álbum |
| ------ | --- |
| Drama  | - Publicación: 21 de mayo de 2021 - Discográfica: Sony Music Entertainment France - Formatos: CD, LP, descarga digital |

### Sencillos
| Título                                         | Año  | Publicación |
| ---------------------------------------------- | ---- | ----------- |
| Tu m'avais dit (versión acústica)              | 2018 | Sin álbum   |
| J'veux sortir avec un rappeur                  | 2018 | Frénésie    |
| C'est de la frénésie                           | 2019 | Frénésie    |
| J'en ai rien à faire                           | 2019 | Frénésie    |
| L'Amour à la plage                             | 2019 | Sin álbum   |
| Je n'ai rien à faire                           | 2020 | Sin álbum   |
| T'aimerais que ce soit vrai                    | 2020 | Drama       |
| T'aimerais que ce soit vrai (versión acústica) | 2020 | Sin álbum   |
| Les gens sont cool                             | 2020 | Drama       |
| Je suis fan                                    | 2021 | Drama       |
| Maman m'a dit                                  | 2021 | Drama       |